# Revaluatie
Revaluatie is de stijging van de wisselkoers van een valuta door de centrale bank of overheid. Dit kan in een systeem met een vaste wisselkoers. Normaliter grijpt een centrale bank dan in als een wisselkoers buiten de afgesproken bandbreedte komt. Na een revaluatie grijpt de centrale bank pas weer in als de wisselkoers boven de nieuwe, hogere afgesproken waarde komt.
Een stijging in de wisselkoers waar de wisselkoers vrij is, wordt veroorzaakt door de werking van vraag en aanbod, waar de vraag relatief hoog is. Deze stijging heet appreciatie.
Revaluatie is het tegengestelde van devaluatie, de daling van een vaste wisselkoers.

## Voorbeeld
Hoewel revaluatie ten opzichte van alle andere munten voorkomt, kan het het best worden geïllustreerd in het geval van slechts één andere munt. Bijvoorbeeld, als Eurolanden met hun handel met de Verenigde Staten een overschot hebben, kan een besluit worden genomen om de euro 10% te revalueren. Terwijl eerder één euro ongeveer 1,20 dollar waard geweest kan zijn, veroorzaakt een 10% revaluatie een waarde van ongeveer 1,35 dollar per euro. Hierdoor worden Amerikaanse producten voor Europa goedkoper, terwijl Europese producten voor de Amerikanen duurder worden. Het nettoresultaat van zo'n revaluatie is dat de invoer van Europa neigt te stijgen en de uitvoer neigt te verminderen. Zo zal het overschot op de handelsbalans verminderen.